# Hämkoti
Hämkoti – wieś w Estonii, w prowincji Võrumaa, w gminie Rõuge. W latach 1991 – 2017 w gminie Haanja.